# Vela nos Jogos Pan-Americanos de 2023 - 49erFX
A classe 49erFX da vela nos Jogos Pan-Americanos de 2023 foi disputada entre 28 de outubro e 3 de novembro de 2023 na Confraria Náutica do Pacífico, em Algarrobo. Um total de 10 velejadoras de 5 Comitês Olímpicos Nacionais (CON) participaram do evento.

## Calendário
Horário local (UTC−3).
| Data          | Hora  | Fase                |
| ------------- | ----- | ------------------- |
| 28 de outubro | 13:07 | Regatas 1, 2 e 3    |
| 30 de outubro | 14:37 | Regatas 4, 5 e 6    |
| 1 de novembro | 13:07 | Regatas 7, 8 e 9    |
| 2 de novembro | 13:07 | Regatas 10, 11 e 12 |
| 3 de novembro | 13:45 | Medal Race          |

## Medalhistas
| Ouro   | BRA Martine Grael e Kahena Kunze       |
| Prata  | CAN Alexandra ten Hove e Mariah Millen |
| Bronze | USA Stephanie Roble e Margaret Shea    |

## Resultados
Estes foram os resultados obtidos da competição, com os descartes entre parênteses:
| Pos.              | Velejadoras                      | CON                | Regata | Regata | Regata  | Regata  | Regata | Regata | Regata | Regata | Regata | Regata | Regata | Regata | Regata | Pts. Tot. | Pts. Net |
| Pos.              | Velejadoras                      | CON                | 1      | 2      | 3       | 4       | 5      | 6      | 7      | 8      | 9      | 10     | 11     | 12     | M      | Pts. Tot. | Pts. Net |
| ----------------- | -------------------------------- | ------------------ | ------ | ------ | ------- | ------- | ------ | ------ | ------ | ------ | ------ | ------ | ------ | ------ | ------ | --------- | -------- |
| Medalha de ouro   | Martine Grael Kahena Kunze       | BRA Brasil         | 3      | 1      | 1       | (6) DSQ | 1      | 1      | 1      | 2      | 3      | 3      | 1      | 3      | 2      | 28        | 22       |
| Medalha de prata  | Alexandra ten Hove Mariah Millen | CAN Canadá         | 1      | 3      | 3       | 4       | 3      | 2      | 3      | 1      | 2      | 1      | 2      | 1      | 4      | 30        | 26       |
| Medalha de bronze | Stephanie Roble Margaret Shea    | USA Estados Unidos | 2      | 2      | 2       | 1       | 2      | 3      | 2      | 3      | 1      | 2      | 4      | 2      | 6      | 32        | 28       |
| 4                 | María Sol Branz Julia Pantín     | ARG Argentina      | 4      | 4      | 4       | 2       | (5)    | 4      | 4      | 4      | 4      | 4      | 3      | 4      | 8      | 54        | 49       |
| 5                 | Diana Tudela Adriana Barrón      | PER Peru           | 5      | 5      | (6) OCS | 3       | 4      | 5      | 5      | 5      | 5      | 5      | 5      | 5      | 10     | 68        | 62       |

Legenda
| - DSQ = Desclassificação; - DNE = Desclassificação não descartável; - DNF = Não cruzou a linha de chegada; | - DNC = Não compareceu na área de largada; - DNS = Não largou; - STP = Penalidade padrão; | - UFD = Desclassificação por bandeira "U"; - BFD = Desclassificação por bandeira preta; - OCS = Queima de largada. |